# Dorfkirche Falkenberg (Heideblick)

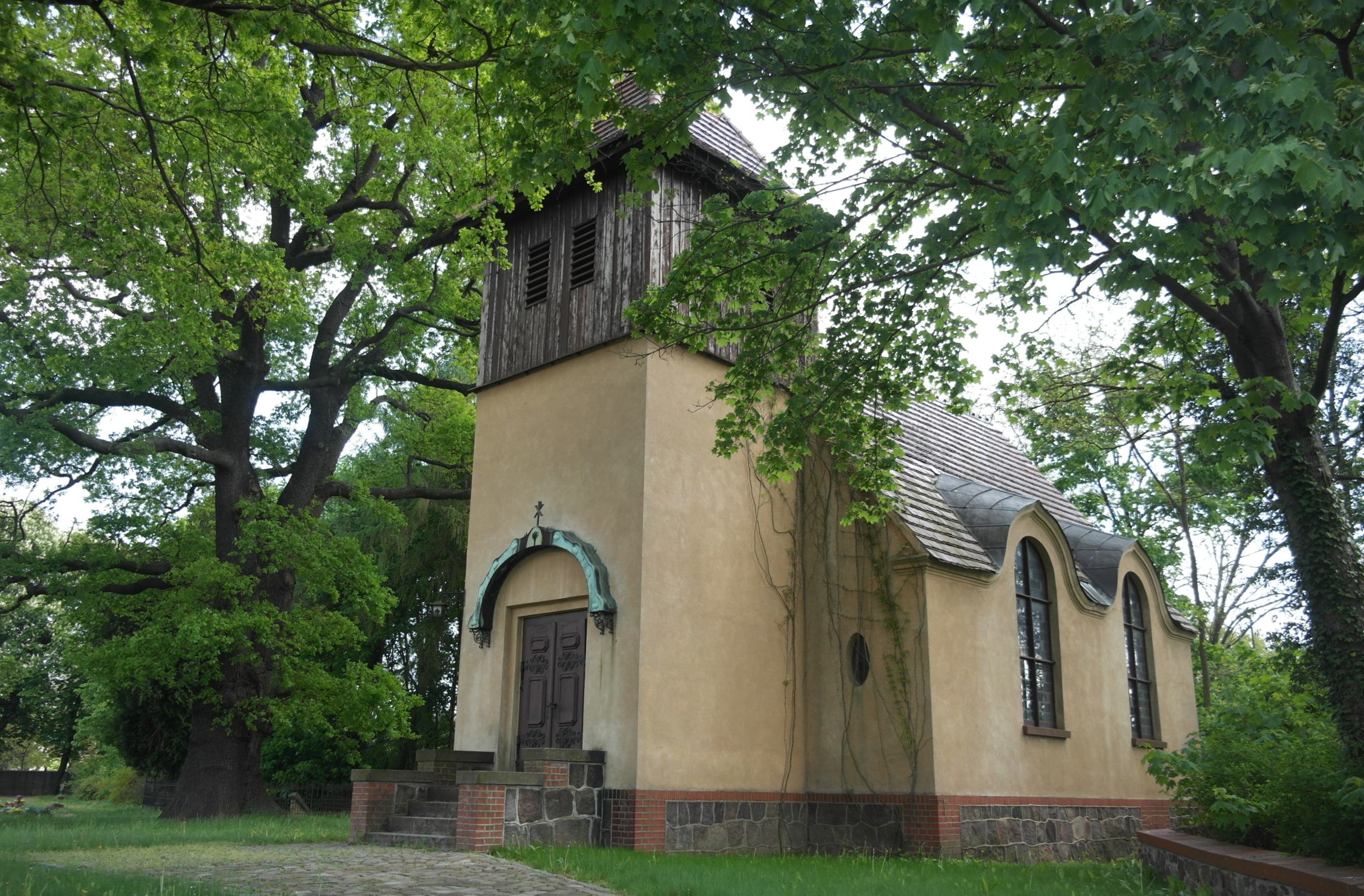
Dorfkirche Falkenberg (Heideblick)

Die evangelische, denkmalgeschützte Dorfkirche Falkenberg, auch als Kapelle Falkenberg bezeichnet, steht in Falkenberg, einem Ortsteil der Gemeinde Heideblick im Landkreis Dahme-Spreewald in Brandenburg. Sie gehört zur Kirchengemeinde Langengrassau im Kirchenkreis Niederlausitz der Evangelischen Kirche Berlin-Brandenburg-schlesische Oberlausitz.

## Beschreibung
Die verputzte Saalkirche wurde 1914 als Grabkapelle für die Gutsbesitzersfamilie Küster-Falkenberg errichtet. Der Kirchbau besteht aus einem Langhaus mit zwei Fensterachsen, einer polygonalen Apsis im Osten und einem Kirchturm im Westen, dessen oberstes holzverschaltes Geschoss hinter den Klangarkaden den Glockenstuhl beherbergt. Im Jahr 1969 wurde die Kirche saniert. Der Innenraum wurde zwischen 1993 und 1995 erneut restauriert, dabei wurden die alten Jugendstilmalereien freigelegt und erneuert.
Des Weiteren befindet sich nun in der Vorhalle ein Epitaph des Offiziers Peter Friedrich von Ba(e)rettig, genannt der Türck. Auch werden von der ehemaligen Patronatsfamilie von Stutterheim Grabstellen in Falkenberg genannt.